# Alka-Seltzer
Alka-Seltzer és un antiàcid efervescent i analgèsic comercialitzat per primera vegada per la Dr. Miles Medicine Company d'Elkhart, Indiana, Estats Units. Alka-Seltzer es ven en forma de tabletes efervescents que contenen tres ingredients actius: aspirina (àcid acetilsalicílic) (ASA), bicarbonat de sodi i àcid cítric anhidre. L'aspirina és un analgèsic i antiinflamatori, el bicarbonat de sodi és un antiàcid i l'àcid cítric reacciona amb el bicarbonat de sodi i l'aigua generant una efervescència.
Va ser desenvolupat pel químic en cap Maurice Treneer. Alka-Seltzer es comercialitza per alleujar dolors menors, dolors, inflamació, febre, mal de cap, ardor d' estómac, mal d'estómac, indigestió, reflux àcid i ressaca mentre neutralitza l'excés d'àcid estomacal. Va ser llançat l'any 1931.
El seu producte germà, Alka-Seltzer Plus, tracta els símptomes del refredat i la grip. Una gran varietat de fórmules, moltes amb paracetamol (paracetamol) en lloc d'aspirina, estan disponibles sota la marca germana.

## Informació del producte
Alka-Seltzer és una combinació de bicarbonat de sodi, aspirina i àcid cítric anhidre que s'utilitza per alleujar l'acidesa, la indigestió àcida i els mals d'estómac.
Alka-Seltzer es ven en paquets d'alumini, cadascun conté dues tabletes. Abans de 1984, també estava disponible apilat en tubs de vidre. Està disponible en molts sabors diferents.
Una vegada es va comercialitzar com una cura per a tot; en un moment, els seus anuncis fins i tot suggerien prendre-lo per "els blas". La promoció posterior ha tingut en compte que l'aspirina és un fàrmac que no és tolerat per tothom, i el producte ja no s'anuncia d'aquesta manera.
Alka-Seltzer comercialitzat com a antiàcid ja no conté aspirina (ASA). La fórmula efervescent original té l'aspirina com a principal ingredient actiu i es comercialitza per alleujar el dolor.

## Química de l'efervescència
Encara que és important per a l'efecte global del medicament, l'aspirina ( àcid acetilsalicílic ) no és necessària per produir l'acció efervescent d'Alka-Seltzer; l'efervescència la produeix el bicarbonat de sodi ( bicarbonat de sodi ) i l'àcid cítric que reaccionen per formar citrat de sodi i diòxid de carboni.
| C6 H8 O7 (aq) | + | 3NaHCO3 (aq)       | → | 3H2O (l) | + | 3CO2 (g)          | + | Na3 C6 H5 O7 (aq) |
| àcid cítric   | + | bicarbonat de sodi | → | aigua    | + | Diòxid de carboni | + | citrat de sodi    |

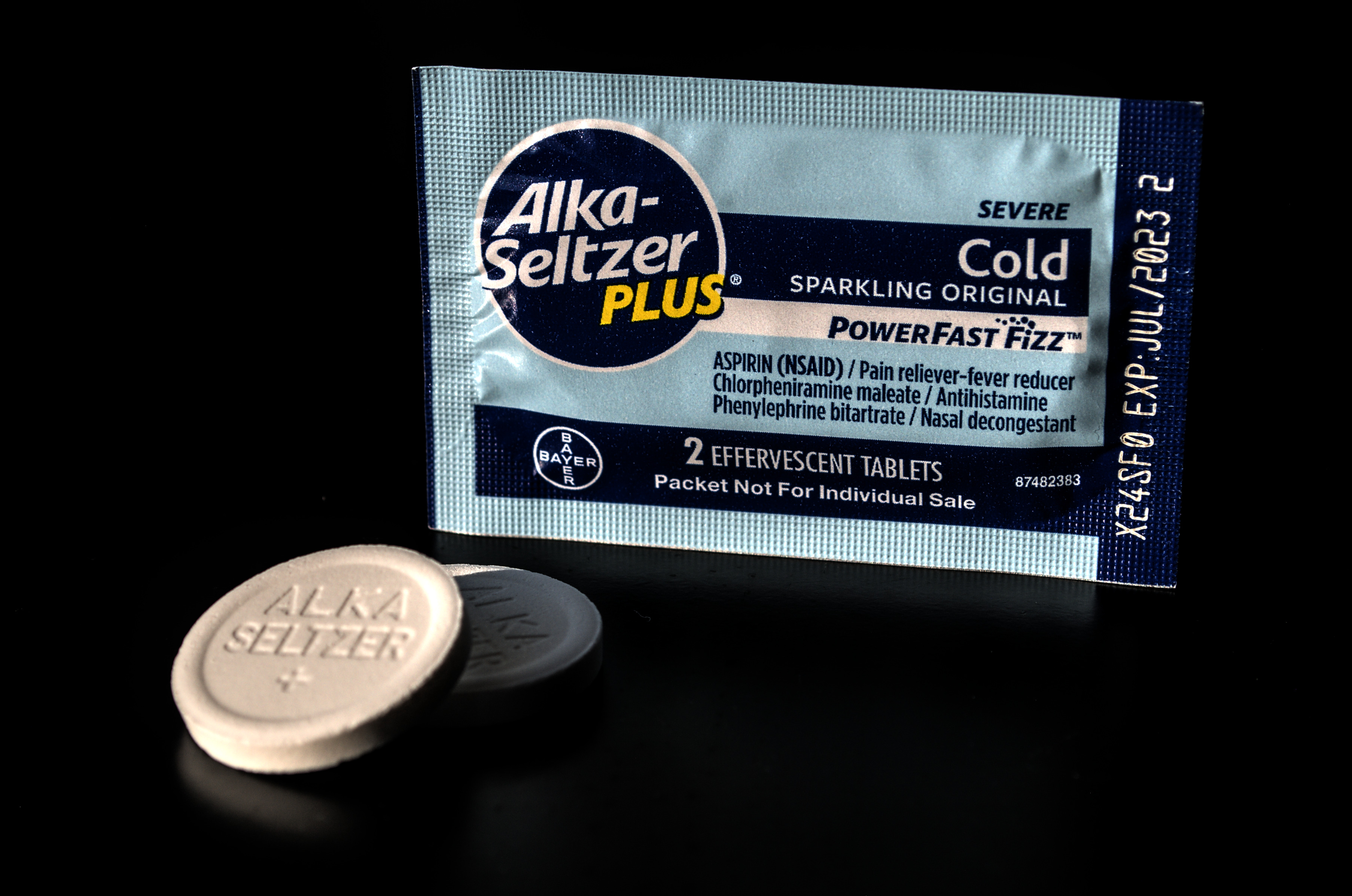
Dues tabletes Alka-Seltzer Plus al costat d'un paquet Alka-Seltzer Plus

El producte s'ha anunciat àmpliament des del seu llançament als Estats Units. Va ser comercialitzat originalment per Mikey Wiseman, un científic de la companyia del Dr. Miles Medicine Company, que també va ajudar a dirigir-ne el desenvolupament.

## Història
La publicitat impresa es va utilitzar immediatament, i el 1932 va començar el programa de ràdio Alka-Seltzer Comedy Star of Hollywood, amb el National Barn Dance el 1933, juntament amb molts més. Els patrocinis de la ràdio van continuar durant la dècada de 1950, amb el programa Alka-Seltzer Time emès de 1949 a 1957.
En el seu renaixement de 1976, l'actor i intèrpret de ràdio nord-americà Richard Beals va proclamar les virtuts d'Alka-Seltzer i va cantar la cançó "Plop, plop, fizz, fizz, oh what a relief it is" amb la seva icònica veu alta i cruixent.
Els anuncis de televisió d'Alka-Seltzer dels anys 60 i 70 als Estats Units van ser dels més populars del segle xx, 
Durant la cursa per l'espai a principis dels anys 60 abans de l'aterratge a la Lluna, hi va haver un anunci amb Speedy amb un vestit espacial i un jingle amb la lletra "En el primer viatge de l'home a l'espai, només espero que estic a bord, ben lligat a l'espai". Seguiran la nostra nau amb radars i telescopis i, aviat, imagineu-vos veure Speedy Alka-Seltzer a la lluna!"
Alka-Seltzer va tenir una sèrie d'anuncis a mitjans dels anys 60 que utilitzaven una cançó anomenada " No Matter What Shape (Your Stomach's In) ". Una versió diferent va ser gravada per The T-Bones i va ser llançada com a senzill, que es va convertir en un èxit el 1966. Els anuncis només presentaven les seccions mitjanes (sense cares) de persones de totes les formes i mides. Un clip de l'anunci es pot veure breument a la pel·lícula de 1988 The In Crowd, immediatament abans de la primera emissió en directe de la pel·lícula de la fictícia "Perry Parker's Dance Party".
Un anunci de 1970 mostra una parella de nuvis al dormitori després que la dona (interpretada per Alice Playten ) hagi acabat de servir al seu marit (interpretat per Terry Kiser ) una bola de massa gegant; la implicació és que les seves habilitats culinàries són molt mancades, malgrat el lament del seu marit: "No em puc creure que m'he menjat tot això!", l'eslògan de l'anunci. Es troba al llit amb un triomf delirant. Ofereix al seu marit assetjat un pa de carn en forma de cor; desapareix per prendre una mica d'Alka-Seltzer. Quan sent el soroll gasós que prové del bany, ràpidament cobreix el got d'Alka-Seltzer dissolt mentre ella es pregunta en veu alta si plou. Just quan ha recuperat el seu benestar, escolta la seva lectura errònia de les receptes per al sopar de la nit següent: "Mandonguilles de melcocha", "caragols d'amanida mitjana" i "ostres en bossa (en realitat escalfades)". Torna al bany per buscar més Alka-Seltzer. L'eslògan, va dir Howie Cohen al Los Angeles Times, es va inspirar quan va menjar massa menjar en un rodatge comercial de Londres perquè "Sóc un nen jueu simpàtic del Bronx, així que em vaig menjar de tot", i quan li va dir a la seva dona. "No puc creure que m'he menjat tot", va dir, "Aquí teniu el vostre proper anunci d'Alka-Seltzer".
Un anunci de 1971 va incloure un altre eslògan de Cohen (juntament amb Bob Pasqualina), "Proveu-ho, us agradarà!" Va ser refet amb Kathy Griffin el 2006. L'any 1972, un actor (Milt Moss) es va passar el comercial gemegant: "No puc creure que m'hagi menjat aquella cosa que-oooo-ole", mentre la seva dona (Lynn Whinic) va fer comentaris sarcàstics i finalment li va aconsellar que prengui una mica d'Alka-Seltzer. El 2005, aquest anunci també es va tornar a fer, amb Peter Boyle i Doris Roberts de la sèrie de televisió de 1996-2005 Everybody Loves Raymond.
El 2009, la marca va aparèixer en anuncis de televisió de suport a l' equip d'esquí dels Estats Units que incloïa l'esquiador alpí Lindsey Vonn i l'esquiador de combinació nòrdica Bill Demong. Amb cadascun es van mostrar figures en miniatura de la mascota Speedy. Els productes Alka-Seltzer es venen en fórmules nocturnes i diürnes, o sense somnolència. Les afirmacions de no somnolència han estat qüestionades recentment.

### Speedy i "Plop, plop, fizz, fizz"
El 1951 es va presentar el personatge "Speedy". El personatge va ser concebut pels directors creatius Bob Watkins i Chuck Tennant de l'agència de publicitat Wade i dissenyat per l'il·lustrador Wally Wood. Originalment anomenat Sparky, el nom va ser canviat per Speedy pel director de vendes Perry L. Shupert per alinear-se amb el tema promocional d'aquell any, "Speedy Relief". Speedy va aparèixer en més de 200 anuncis de televisió entre 1954 i 1964. El seu cos era una tableta d'Alka-Seltzer, mentre que en portava una altra com barret.
Buster Keaton va aparèixer juntament amb la figura animada de Speedy Alka-Seltzer en una sèrie d'anuncis de la dècada de 1950 basats en l'eslògan del producte, "Relief is just a swallow away". Speedy Alka-Seltzer era doblat amb la veu de Dick Beals.
Paul Margulies (pare de l'actriu Julianna Margulies ) va crear la famosa campanya publicitària "Plop, plop, fizz, fizz" quan treballava com a executiu publicitari de Madison Avenue. L'omnipresent jingle va ser compost per Tom Dawes, un antic membre de The Cyrkle. L'eslògan es va modificar per "Plink, plink, fizz" al Regne Unit.
Speedy va tornar a reviure el 2008 quan Alka-Seltzer va començar una sèrie de nous anuncis amb ell (utilitzant un personatge CGI creat pel director d'animació David Hulin per recrear els titelles stop-motion dels anys 50 i 60); en aquests anuncis, Debi Derryberry li va posar la veu.